# Пердровиль
Пердровиль (фр. Perdreauville) — коммуна во Франции, в регионе Иль-де-Франс, департамент Ивелин. Население — 596 человек (2008).
Коммуна расположена на расстоянии около 55 км на запад от Парижа, 45 км на северо-запад от Версаля.

## Демография
| Год  | Численность | Численность |
| ---- | ----------- | ----------- |
| 2013 | 629         |             |
| 2015 | 628         | [ 8 ]       |
| 2016 | 645         | [ 9 ]       |
| 2017 | 632         | [ 10 ]      |
| 2018 | 635         | [ 11 ]      |
| 2019 | 637         | [ 12 ]      |
| 2020 | 652         | [ 13 ]      |
| 2021 | 658         | [ 14 ]      |
| 2022 | 669         | [ 4 ]       |

В 2007 году среди 387 человек в трудоспособном возрасте (15-64 лет) 274 были активны, 113 - неактивные (показатель активности 70,8%, в 1999 году было 74,8%). С 274 активных работала 261 человек (140 мужчин и 121 женщина), безработных было 13 (9 мужчин и 4 женщины). Среди 113 неактивных 40 человек были учениками или студентами, 47 - пенсионерами, 26 были неактивными по другим причинам.
В 2008 году в муниципалитете числилось 204 домохозяйства в которых проживали 579,5 лица, медианный доход был 24 397 евро.

## Внешние ссылки
- Пердровиль на сайте французского Национального института статистики и экономических исследований